# Borussia Verein für Leibesübungen 1900 Mönchengladbach 2024-2025
Questa voce raccoglie le informazioni riguardanti il Borussia Verein für Leibesübungen 1900 Mönchengladbach nelle competizioni ufficiali della stagione 2024-2025.

## Maglie e sponsor
| Casa | Trasferta | Terza divisa |

## Rosa
Aggiornata al 23 agosto 2024 
 In corsivo i calciatori ceduti durante la stagione 
| N. |                     | Ruolo | Calciatore       |
| -- | ------------------- | ----- | ---------------- |
| 1  | Svizzera (bandiera) | P     | Jonas Omlin ()   |
| 2  | Italia (bandiera)   | D     | Fabio Chiarodia  |
| 3  | Giappone (bandiera) | D     | Ko Itakura       |
| 5  | Germania (bandiera) | D     | Marvin Friedrich |
| 7  | Austria (bandiera)  | A     | Kevin Stöger     |
| 8  | Germania (bandiera) | C     | Julian Weigl     |
| 9  | Francia (bandiera)  | A     | Franck Honorat   |
| 10 | Germania (bandiera) | C     | Florian Neuhaus  |
| 11 | Germania (bandiera) | A     | Tim Kleindienst  |
| 13 | Giappone (bandiera) | A     | Shiō Fukuda      |
| 14 | Francia (bandiera)  | C     | Alassane Pléa    |
| 16 | Germania (bandiera) | C     | Philipp Sander   |
| 17 | Francia (bandiera)  | D     | Kouadio Koné     |
| 19 | Francia (bandiera)  | A     | Nathan Ngoumou   |

| N. |                        | Ruolo | Calciatore             |
| -- | ---------------------- | ----- | ---------------------- |
| 20 | Germania (bandiera)    | D     | Luca Netz              |
| 21 | Germania (bandiera)    | P     | Tobias Sippel          |
| 22 | Austria (bandiera)     | D     | Stefan Lainer          |
| 25 | Germania (bandiera)    | A     | Robin Hack             |
| 26 | Germania (bandiera)    | D     | Lukas Ullrich          |
| 27 | Germania (bandiera)    | C     | Rocco Reitz            |
| 28 | Armenia (bandiera)     | A     | Grant-Leon Ranos       |
| 29 | Stati Uniti (bandiera) | D     | Joe Scally             |
| 30 | Svizzera (bandiera)    | D     | Nico Elvedi            |
| 31 | Rep. Ceca (bandiera)   | A     | Tomáš Čvančara         |
| 33 | Germania (bandiera)    | P     | Moritz Nicolas         |
| 34 | Germania (bandiera)    | A     | Charles Herrmann       |
| 38 | Lussemburgo (bandiera) | C     | Yvandro Borges Sanches |
| 39 | Germania (bandiera)    | C     | Niklas Swide           |
| 41 | Germania (bandiera)    | P     | Jan Olschowsky         |
| 42 | Lussemburgo (bandiera) | P     | Tiago Pereira Cardoso  |

## Calciomercato

### Sessione estiva(dall'1º/7 al 31/8)
| Acquisti         | Acquisti               | Acquisti          | Acquisti                 |
| R.               | Nome                   | da                | Modalità                 |
| ---------------- | ---------------------- | ----------------- | ------------------------ |
| A                | Tim Kleindienst        | Heidenheim        | definitivo (7 milioni €) |
| C                | Philipp Sander         | Holstein Kiel     | definitivo (1 milione €) |
| C                | Kevin Stöger           | Bochum            | gratuito                 |
| Altre operazioni |                        |                   |                          |
| R.               | Nome                   | a                 | Modalità                 |
| A                | Yvandro Borges Sanches | N.E.C.            | fine prestito            |
| P                | Jonas Kersken          | Arminia Bielefeld | fine prestito            |

| Cessioni         | Cessioni          | Cessioni          | Cessioni                |
| R.               | Nome              | a                 | Modalità                |
| ---------------- | ----------------- | ----------------- | ----------------------- |
| P                | Jonas Kersken     | Arminia Bielefeld | definitivo (300 mila €) |
| C                | Kouadio Koné      | Roma              | prestito                |
| C                | Christoph Kramer  |                   | svincolato              |
| D                | Mamadou Doucouré  |                   | svincolato              |
| A                | Patrick Herrmann  |                   | ritiro                  |
| D                | Tony Jantschke    |                   | ritiro                  |
| Altre operazioni |                   |                   |                         |
| R.               | Nome              | a                 | Modalità                |
| D                | Maximilian Wöber  | Leeds Utd         | fine prestito           |
| A                | Jordan Siebatcheu | Union Berlino     | fine prestito           |

### Sessione invernale
| Acquisti         | Acquisti         | Acquisti         | Acquisti         |
| R.               | Nome             | da               | Modalità         |
| Altre operazioni | Altre operazioni | Altre operazioni | Altre operazioni |
| R.               | Nome             | a                | Modalità         |
| ---------------- | ---------------- | ---------------- | ---------------- |

| Cessioni         | Cessioni       | Cessioni             | Cessioni |
| R.               | Nome           | a                    | Modalità |
| ---------------- | -------------- | -------------------- | -------- |
| P                | Jan Olschowsky | Alemannia Aquisgrana | prestito |
| Altre operazioni |                |                      |          |
| R.               | Nome           | a                    | Modalità |

## Risultati

### Bundesliga

#### Girone di andata
| Arbitro: | Schröder (Hannover) |

|                            |           |                             |
| Elvedi 59’ Kleindienst 85’ | Marcatori | 12’ Xhaka 38’, 90+11’ Wirtz |

| Arbitro: | Storks (Rasdorf) |

|  |           |                             |
|  | Marcatori | 67’ Kleindienst 78’ Honorat |

| Arbitro: | Brych (Monaco) |

|          |           |                              |
| Pléa 27’ | Marcatori | 21’ Undav 58’, 61’ Demirović |

| Arbitro: | Welz (Wiesbaden) |

|                          |           |  |
| Larsson 31’ Marmoush 86’ | Marcatori |  |

| Arbitro: | Schlager (Hügelsheim) |

|                |           |  |
| Čvančara 90+6’ | Marcatori |  |

| Arbitro: | Badstübner (Norimberga) |

|                                         |           |                 |
| K. Schlotterbeck 39’ Claude-Maurice 65’ | Marcatori | 72’ Kleindienst |

| Arbitro: | Siebert (Berlino) |

|                                         |           |                                  |
| Itakura 22’ Kleindienst 62’, 75’ (rig.) | Marcatori | 12’ Scienza 80’ (rig.) Pieringer |

| Arbitro: | Petersen (Stoccarda) |

|                   |           |                 |
| Lainer 55’ (aut.) | Marcatori | 57’ Kleindienst |

| Arbitro: | Dankert (Rostock) |

|                                                   |           |          |
| Pléa 11’ Friedl 12’ (aut.) Honorat 45’ Stöger 67’ | Marcatori | 75’ Topp |

| Lipsia 9 novembre 2024, ore 18:30 CET 10ª giornata | RB Lipsia              | 0 – 0 referto | Borussia M'gladbach | Red Bull Arena (46 887 spett.)\| Arbitro: \| Dingert (Lebecksmühle) \| |
| Arbitro:                                           | Dingert (Lebecksmühle) |               |                     |                                                                        |

| Arbitro: | Braun (Wuppertal) |

|                          |           |  |
| Pléa 13’ Kleindienst 44’ | Marcatori |  |

| Arbitro: | Hartmann (Wangen im Allgäu) |

|                         |           |                 |
| Höler 41’, 63’ Dōan 49’ | Marcatori | 61’ Kleindienst |

| Arbitro: | Stieler (Amburgo) |

|                   |           |                   |
| Stöger 71’ (rig.) | Marcatori | 65’ Bynoe-Gittens |

| Arbitro: | Schlager (Hügelsheim) |

|                                       |           |             |
| Kleindienst 1’ Hack 26’ Pléa 43’, 79’ | Marcatori | 30’ Gigović |

| Arbitro: | Dankert (Rostock) |

|                     |           |                     |
| Kramarić 58’ (rig.) | Marcatori | 23’ Sander 61’ Pléa |

| Arbitro: | Zwayer (Berlino) |

|  |           |                 |
|  | Marcatori | 68’ (rig.) Kane |

| Arbitro: | Badstübner (Norimberga) |

|                                                        |           |            |
| Wind 3’ (rig.) Mæhle 60’ Arnold 75’ L. Nmecha 84’, 87’ | Marcatori | 89’ Fukuda |

#### Girone di ritorno
| Arbitro: | Osmers (Hannover) |

|                                  |           |                   |
| Wirtz 32’, 62’ (rig.) Schick 74’ | Marcatori | 90+1’ Kleindienst |

| Arbitro: | Jöllenbeck (Friburgo in Brisgovia) |

|                                    |           |  |
| Reitz 34’ Hack 55’ Kleindienst 86’ | Marcatori |  |

| Arbitro: | Hartmann (Wangen im Allgäu) |

|                   |           |                             |
| Elvedi 49’ (aut.) | Marcatori | 25’ Ngoumou 81’ Kleindienst |

| Arbitro: | Dingert (Lebecksmühle) |

|                 |           |             |
| Kleindienst 26’ | Marcatori | 31’ Ekitike |

| Arbitro: | Jablonski (Brema) |

|                 |           |                             |
| Ilić 63’ (rig.) | Marcatori | 10’ Ullrich 26’ Kleindienst |

| Arbitro: | Exner |

|  |           |                              |
|  | Marcatori | 55’, 61’, 70’ Claude-Maurice |

| Arbitro: | Storks (Rasdorf) |

|  |           |                          |
|  | Marcatori | 8’, 59’ Hack 18’ Ngoumou |

| Arbitro: | Stegemann (Niederkassel) |

|            |           |                              |
| Lainer 73’ | Marcatori | 39’ Nebel 49’ Kohr 77’ Amiri |

| Arbitro: | Gerach (Landau in der Pfalz) |

|                                     |           |                                          |
| Schmid 39’ André Silva 45+1’ (rig.) | Marcatori | 7’ (rig.), 28’, 47’ Pléa 81’ Kleindienst |

| Arbitro: | Stieler (Sölden) |

|          |           |  |
| Pléa 56’ | Marcatori |  |

| Arbitro: | Dingert (Lebecksmühle) |

|              |           |               |
| Afolayan 85’ | Marcatori | 45+2’ Itakura |

| Arbitro: | Aytekin |

|                   |           |                            |
| Günter 14’ (aut.) | Marcatori | 16’ Osterhage 90’ Manzambi |

| Arbitro: | Siebert (Berlino) |

|                                           |           |                               |
| Guirassy 41’ F. Nmecha 44’ Svensson 45+5’ | Marcatori | 24’ Itakura 56’ (rig.) Stöger |

| Arbitro: | Hartmann (Wangen im Allgäu) |

|                                                 |           |                                   |
| Machino 15’, 90+1’ Bernhardsson 23’ Gigović 76’ | Marcatori | 60’ Čvančara 69’ Pléa 86’ Honorat |

| Arbitro: | Willenborg (Osnabrück) |

|                                                      |           |                                                       |
| Chiarodia 5’ Reitz 32’ Honorat 64’ Kleindienst 90+1’ | Marcatori | 43’ Arthur Chaves 54’ Bülter 74’ Hložek 81’ Tabaković |

| Arbitro: | Jablonski (Brema) |

|                    |           |  |
| Kane 31’ Olise 90’ | Marcatori |  |

| Arbitro: | Stegemann (Niederkassel) |

|  |           |               |
|  | Marcatori | 51’ L. Nmecha |

### DFB-Pokal
| Arbitro: | Badstübner (Norimberga) |

|            |           |                               |
| Clausen 8’ | Marcatori | 35’ Honorat 52’ Netz 70’ Pléa |

| Arbitro: | Jöllenbeck (Friburgo in Brisgovia) |

|                            |           |             |
| Ekitike 45+2’ Marmoush 70’ | Marcatori | 47’ Itakura |

## Statistiche finali

### Statistiche di squadra
| Competizione      | Punti | In casa | In casa | In casa | In casa | In casa | In casa | In trasferta | In trasferta | In trasferta | In trasferta | In trasferta | In trasferta | Totale | Totale | Totale | Totale | Totale | Totale | DR |
| Competizione      | Punti | G       | V       | N       | P       | Gf      | Gs      | G            | V            | N            | P            | Gf           | Gs           | G      | V      | N      | P      | Gf     | Gs     | DR |
| ----------------- | ----- | ------- | ------- | ------- | ------- | ------- | ------- | ------------ | ------------ | ------------ | ------------ | ------------ | ------------ | ------ | ------ | ------ | ------ | ------ | ------ | -- |
| Bundesliga        | 45    | 17      | 7       | 3       | 7       | 30      | 26      | 17           | 6            | 3            | 8            | 26           | 31           | 34     | 13     | 6      | 15     | 55     | 57     | -2 |
| Coppa di Germania | -     |         |         |         |         |         |         | 2            | 1            | 0            | 1            | 4            | 3            | 2      | 1      | 0      | 1      | 4      | 3      | +1 |
| Totale            | -     | 17      | 7       | 3       | 7       | 30      | 25      | 19           | 7            | 3            | 9            | 30           | 34           | 36     | 14     | 6      | 16     | 59     | 60     | -1 |

### Andamento in campionato
| Giornata  | 1  | 2 | 3  | 4  | 5  | 6  | 7  | 8  | 9 | 10 | 11 | 12 | 13 | 14 | 15 | 16 | 17 | 18 | 19 | 20 | 21 | 22 | 23 | 24 | 25 | 26 | 27 | 28 | 29 | 30 | 31 | 32 | 33 | 34 |
| --------- | -- | - | -- | -- | -- | -- | -- | -- | - | -- | -- | -- | -- | -- | -- | -- | -- | -- | -- | -- | -- | -- | -- | -- | -- | -- | -- | -- | -- | -- | -- | -- | -- | -- |
| Luogo     | C  | T | C  | T  | C  | T  | C  | T  | C | T  | C  | T  | C  | C  | T  | C  | T  | T  | C  | T  | C  | T  | C  | T  | C  | T  | C  | T  | C  | T  | T  | C  | T  | C  |
| Risultato | P  | V | P  | P  | V  | P  | V  | N  | V | N  | V  | P  | N  | V  | V  | P  | P  | P  | V  | V  | N  | V  | P  | V  | P  | V  | V  | N  | P  | P  | P  | N  | P  | P  |
| Posizione | 13 | 7 | 13 | 14 | 11 | 14 | 11 | 11 | 9 | 9  | 6  | 10 | 11 | 11 | 8  | 11 | 11 | 11 | 8  | 7  | 8  | 8  | 9  | 8  | 9  | 7  | 5  | 6  | 7  | 9  | 9  | 9  | 10 | 10 |

Fonte:  Bundesliga - Tabelle, su bundesliga.com.
Legenda:

Luogo: C = Casa; T = Trasferta. Risultato: V = Vittoria; N = Pareggio; P = Sconfitta.

### Statistiche dei giocatori
Sono in corsivo i calciatori che hanno lasciato la società a stagione in corso.
| Giocatore          | Bundesliga | Bundesliga | Bundesliga  | Bundesliga | DFB-Pokal | DFB-Pokal | DFB-Pokal   | DFB-Pokal  | Totale   | Totale | Totale      | Totale     |
| Giocatore          | Presenze   | Reti       | Ammonizioni | Espulsioni | Presenze  | Reti      | Ammonizioni | Espulsioni | Presenze | Reti   | Ammonizioni | Espulsioni |
| ------------------ | ---------- | ---------- | ----------- | ---------- | --------- | --------- | ----------- | ---------- | -------- | ------ | ----------- | ---------- |
| Y. Borges Sanches  | 0          | 0          | 0           | 0          | 0         | 0         | 0           | 0          | 0        | 0      | 0           | 0          |
| F. Chiarodia       | 16         | 1          | 0           | 0          | 1         | 0         | 0           | 0          | 17       | 1      | 0           | 0          |
| T. Čvančara        | 28         | 2          | 5           | 1          | 2         | 0         | 1           | 0          | 30       | 2      | 6           | 1          |
| N. Elvedi          | 25         | 1          | 1           | 0          | 0         | 0         | 0           | 0          | 25       | 1      | 1           | 0          |
| M. Friedrich       | 22         | 0          | 0           | 0          | 2         | 0         | 1           | 0          | 24       | 0      | 1           | 0          |
| S. Fukuda          | 6          | 1          | 0           | 0          | 0         | 0         | 0           | 0          | 6        | 1      | 0           | 0          |
| R. Hack            | 33         | 4          | 4           | 0          | 1         | 0         | 0           | 0          | 34       | 4      | 4           | 0          |
| F. Honorat         | 19         | 4          | 0           | 0          | 2         | 1         | 0           | 0          | 21       | 5      | 0           | 0          |
| K. Itakura         | 31         | 3          | 5           | 0          | 2         | 1         | 0           | 0          | 33       | 4      | 5           | 0          |
| T. Kleindienst     | 31         | 16         | 5           | 1          | 2         | 0         | 0           | 0          | 33       | 16     | 5           | 1          |
| K. Koné            | 0          | 0          | 0           | 0          | 1         | 0         | 0           | 0          | 1        | 0      | 0           | 0          |
| S. Lainer          | 21         | 0          | 2           | 0          | 1         | 0         | 0           | 0          | 22       | 0      | 2           | 0          |
| L. Netz            | 24         | 0          | 2           | 0          | 1         | 1         | 0           | 0          | 25       | 1      | 2           | 0          |
| F. Neuhaus         | 18         | 0          | 1           | 0          | 1         | 0         | 0           | 0          | 19       | 0      | 1           | 0          |
| M. Nicolas         | 19         | -25        | 0           | 0          | 1         | -2        | 0           | 0          | 20       | -27    | 0           | 0          |
| N. Ngoumou         | 19         | 2          | 0           | 0          | 2         | 0         | 0           | 0          | 21       | 2      | 0           | 0          |
| J. Omlin           | 12         | -26        | 0           | 1          | 1         | -1        | 0           | 0          | 13       | -27    | 0           | 1          |
| N. Pesch           | 1          | 0          | 0           | 0          | 0         | 0         | 0           | 0          | 1        | 0      | 0           | 0          |
| T. Pereira Cardoso | 5          | -3         | 0           | 0          | 0         | -0        | 0           | 0          | 5        | -3     | 0           | 0          |
| A. Pléa            | 30         | 11         | 3           | 0          | 2         | 1         | 0           | 0          | 32       | 12     | 3           | 0          |
| G. Ranos           | 2          | 0          | 1           | 0          | 0         | 0         | 0           | 0          | 2        | 0      | 1           | 0          |
| R. Reitz           | 27         | 2          | 1           | 0          | 1         | 0         | 0           | 0          | 28       | 2      | 1           | 0          |
| P. Sander          | 27         | 1          | 2           | 0          | 2         | 0         | 0           | 0          | 29       | 1      | 2           | 0          |
| J. Scally          | 32         | 0          | 6           | 0          | 2         | 0         | 0           | 0          | 34       | 0      | 6           | 0          |
| T. Sippel          | 1          | -3         | 0           | 0          | 0         | 0         | 0           | 0          | 1        | -3     | 0           | 0          |
| K. Stöger          | 31         | 3          | 3           | 0          | 2         | 0         | 0           | 0          | 33       | 3      | 3           | 0          |
| L. Ullrich         | 26         | 1          | 4           | 0          | 1         | 0         | 1           | 0          | 27       | 1      | 5           | 0          |
| J. Weigl           | 33         | 0          | 8           | 0          | 2         | 0         | 1           | 0          | 35       | 0      | 9           | 0          |